# Giovanni Della Casa
Giovanni Della Casa (né le 28 juillet 1503 à Borgo San Lorenzo, dans le Mugello, près de Florence, Toscane et mort le 14 novembre 1556 à Rome) est un prélat et un littérateur italien de la Renaissance.

## Biographie
D'origine florentine, Giovanni Della Casa est peut-être né dans le palais de famille de l'actuelle via Cavour à Florence, désormais Palais Panciatichi.
Il étudie à Bologne et à Florence sous la houlette d'Ubaldino Bandinelli (it) et de Ludovico Beccadelli et se rend ensuite à Padoue. Il entreprend une carrière ecclésiastique à Rome vers 1532 sous le conseil de son protecteur Alexandre Farnèse.
En  1544 il est nommé archevêque de Bénévent et Paul  III l'envoie la même année comme nonce apostolique dans la république de Venise.
Giovanni Della Casa est connu pour sa vie mondaine. À Venise il trouva le lieu idéal pour ses aspirations, avec son « palazzetto » sur le Grand Canal qui devint un endroit à la mode où se rencontraient la noblesse vénitienne, les artistes, poètes et lettrés. C'est à Venise qu’il rédigea de nombreux vers et traités. Il y a aussi créé un tribunal d'Inquisition et s’est occupé des premiers procès contre les protestants. En 1548, il a compilé un Index des livres prohibés.
Discrédité pour la protection accordée à Lorenzino de Medicis, et sans protecteur après la mort de son protecteur Alexandre Farnèse, il tomba en défaveur lors de l'élection du nouveau Pape Jules III. Le cardinal della Casa partit donc de Rome pour se retirer à Nervesa, près de Trévise, où il écrivit Il Galateo overo de' costumi, ainsi appelé parce qu'il le dédia à Mgr Galeazzo Florimonte (it), un ecclésiastique de Vérone connu pour ses bonnes manières.
Secrétaire d'État au Vatican sous le pape Paul IV, successeur de Marcel II. Ses écrits licencieux de jeunesse lui barreront la voie du cardinalat.

## Œuvres
On a de lui plusieurs ouvrages écrits avec élégance, tels que :
- Galatée ou la manière de vivre dans le monde, traduit par François de Belleforest ;
- De officiis inter potentiores et tenuiores amicos, traduit en italien par l'auteur même ;
- des Poésies lyriques italiennes, que Gilles Ménage a commentées.

Après sa mort, c'est son ami Piero Vettori qui mena à terme l'édition de ses œuvres latines, Ioannis Casæ Latina monimenta, quorum partim uersibus, partim soluta oratione scripta sunt, Florentiæ, in officina Iuntarum, Bernardi filiorum, 1564, 4°
L'édition la plus complète de ses œuvres est celle de Venise, 1752, 3 volumes in-4.
Son Galateo eut un grand retentissement au moment de sa sortie et pendant plusieurs dizaines d'années ; il était aussi célèbre, voire davantage, que Il Cortigiano de Baldassare Castiglione.

## Sources
- Marie-Nicolas Bouillet  et Alexis Chassang (dir.), « Giovanni Della Casa » dans Dictionnaire universel d’histoire et de géographie, 1878 (lire sur Wikisource)